# اللوزة (طليطلة)
اللوزة هي بلدية تقع في مقاطعة طرويل في أرَغون ، إسبانيا. بلغ عدد سكان البلدية 577 نسمة وفقًا لتعداد 2021 (INE).